# Tryphena Harbour
Tryphena Harbour ist ein Naturhafen auf Great Barrier Island, östlich der Nordinsel von Neuseeland. Die Insel zählt noch zum Stadtgebiet des Auckland Council.

## Namensherkunft
Der Name des Naturhafens wurde der Brigg Tryphena entlehnt, die Great Barrier Island im 19. Jahrhundert von New South Wales kommend häufiger anlief. Europäische Siedler nannten die Bucht zunächst Tofino, nach dem spanischen Navigator Vicente Tofiño de San Miguel, doch übernahmen später den Namen das Schiffes. In der Sprache der Māori wird der Naturhafen Te Rangitāwhiri Whanga genannt.

## Geographie
Der Tryphena Harbour befindet sich an der Südwestküste von Great Barrier Island, rund 81 km nordöstlich des Stadtzentrums von Auckland und rund 20 km nordöstlich der Spitze der Coromandel Peninsula. Der Naturhafen besitzt eine Tiefe von rund 2,5 km und ein maximale Breite von 3,2 km. Das halbkreisrunde Gewässer öffnet sich nach Südwesten hin und verfügt über knapp 2 km breiten Hafeneingang. Mit einigen wenigen Buchten versehen misst die Küstenlinie des Naturhafens rund 9,3 km.
In der kleinen Bucht der Puriri Bay, am Ende des Naturhafens, befindet sich die kleine Siedlung Tryphena und knapp 2 km südlich davon in der Shoal Bay der Anleger für die Fähren nach Auckland. Über den Anleger werden alle Schiffsverbindungen mit Great Barrier Island abgewickelt.

## Tourismus
Neben Wassersportmöglichkeiten bietet der Naturhafen auch Beobachtungen von Delfinen und Wandermöglichkeiten in den umliegenden Bergen.